# Gracilizuch
Gracilizuch (Gracilisuchus) – rodzaj niewielkiego archozaura z kladu Suchia. Żył w środkowym triasie na terenie dzisiejszej Ameryki Południowej. Jego szczątki odnaleziono w formacji Chañares w Argentynie. Był lekko zbudowany i poruszał się przeważnie na tylnych kończynach. Miał stosunkowo bardzo dużą głowę i prawdopodobnie mógł z dużą siłą zaciskać szczęki. Polował na jaszczurki i inne niewielkie kręgowce, a przed większymi drapieżcami chroniły go dwa rzędu kostnych płytek ciągnące się wzdłuż kręgosłupa aż do końca ogona. Czaszka gracilizucha mierzy około 8,5 cm, a przedkrzyżowa długość kręgosłupa wynosi około 28 cm.
Gracilisuchus został opisany w 1972 roku przez Alfreda Romera, który klasyfikował go w rodzinie Ornithosuchidae (uznawanej wówczas przez niektórych naukowców, choć nie Romera, za należącą do karnozaurów). Brinkman (1981) był pierwszym autorem, który zaproponował przynależność gracilizucha do krokodylej linii archozaurów, z czym przeważnie zgadzali się późniejsi autorzy. Według analizy Bentona z 2004 roku jest on taksonem siostrzanym dla fitozaurów, natomiast w badaniach wykonanych przez Stephena Brusattego i współpracowników Gracilisuchus to takson siostrzany dla kladu Erpetosuchus + Crocodylomorpha. W rewizji systematyki archozaurów przeprowadzonej przez Nesbitta, Gracilisuchus jest bazalnym przedstawicielem Suchia, znajdującym się w politomii z kladami Revueltosaurus + Aetosauria, Ticinosuchus + Paracrocodylomorpha i rodzajem Turfanosuchus. Pozycja gracilizucha u podstawy drzewa filogenetycznego Suchia jest istotna dla ustalenia pokrewieństwa wewnątrz krokodylej linii archozaurów. W 2011 roku Lecuona i Desojo opisały osteologię okazu PVL 4597, obejmującego obręcz miedniczną i kości kończyn tylnych. Autorki zidentyfikowały dwie potencjalne synapomorfie gracilizucha i krokodylomorfów z grupy Sphenosuchia: budowa i kiepskie wykształcenie czwartego krętarza oraz słabe wykształcenie przedniej głowy kości udowej. Inne cechy, takie jak brak nieperforowanej panewki stawu biodrowego, przemawiają jednak za jego bardziej bazalną pozycją, choć i tak bliższą krokodylomorfom niż w analizie Nesbitta. Autorki stwierdzają jednak, że dokładne ustalenie pozycji filogenetycznej gracilizucha wymaga dalszych badań. Z analizy filogenetycznej przeprowadzonej przez Butlera i współpracowników (2014) wynika bliskie pokrewieństwo gracilizucha z turfanozuchem i rodzajem Yonghesuchus; autorzy zaliczyli te trzy rodzaje do rodziny Gracilisuchidae, która według ich analizy należała do Suchia i była taksonem siostrzanym do kladu obejmującego ticinozucha i grupę Paracrocodylomorpha (obejmującą rauizuchy i krokodylomorfy).